# 素比莎拉·飘讪攀
素比莎拉·飘讪攀（1999年11月18日—），泰國女子羽毛球運動員。

## 簡歷
2018年3月，素比莎拉·飘讪攀出戰捷克羽毛球國際賽，與普蒂塔·素帕猜恭合作贏得女子雙打比賽冠軍。

## 主要比賽成績
只列出曾進入準決賽的國際賽事成績：
| 年份   | 賽事                   | 公開賽級別 | 項目     | 拍檔               | 成績   |
| ------ | ---------------------- | ---------- | -------- | ------------------ | ------ |
| 2018年 | 斯洛伐克羽毛球公開賽   | 未來系列賽 | 女子雙打 | 普蒂塔·素帕猜恭    | 準決賽 |
| 2018年 | 斯洛伐克羽毛球公開賽   | 未來系列賽 | 混合雙打 | 帕金·库纳-阿努维特 | 亞軍   |
| 2018年 | 捷克羽毛球國際賽       | 國際系列賽 | 女子雙打 | 普蒂塔·素帕猜恭    | 冠軍   |
| 2018年 | 尼泊爾羽毛球國際系列賽 | 國際系列賽 | 混合雙打 | 苏柏·宗国          | 冠軍   |
| 2018年 | 孟加拉羽毛球國際挑戰賽 | 國際挑戰賽 | 混合雙打 | 苏柏·宗国          | 準決賽 |
| 2019年 | 斯洛伐克羽毛球公開賽   | 未來系列賽 | 混合雙打 | 苏柏·宗国          | 冠軍   |
| 2019年 | 芬蘭羽毛球公開賽       | 國際挑戰賽 | 混合雙打 | 苏柏·宗国          | 準決賽 |
| 2019年 | 尼泊爾羽毛球國際挑戰賽 | 國際挑戰賽 | 混合雙打 | 苏柏·宗国          | 冠軍   |
| 2021年 | 優霸盃                 | 其他       | 女子團體 | －                 | 季軍   |
| 2021年 | 海洛羽毛球公開賽       | 超級500賽  | 混合雙打 | 蘇柏·宗國          | 準決賽 |
| 2022年 | 印尼羽毛球大師賽       | 超級500賽  | 混合雙打 | 蘇柏·宗國          | 準決賽 |
| 2022年 | 馬來西亞羽毛球大師賽   | 超級500賽  | 混合雙打 | 蘇柏·宗國          | 準決賽 |
| 2022年 | 新加坡羽毛球公開賽     | 超級500賽  | 女子雙打 | 普蒂塔·素帕猜恭    | 準決賽 |
| 2022年 | 丹麥羽毛球公開賽       | 超級750賽  | 混合雙打 | 蘇柏·宗國          | 準決賽 |
| 2023年 | 馬來西亞羽毛球大師賽   | 超級500賽  | 混合雙打 | 蘇柏·宗國          | 準決賽 |
| 2023年 | 亞洲運動會羽毛球比賽   | 其他       | 女子團体 | －                 | 銅牌   |
| 2024年 | 日本熊本羽毛球大師賽   | 超級500賽  | 混合雙打 | 德差蓬·保乌拉努科  | 冠軍   |
| 2024年 | 西德·莫迪羽球國際賽    | 超級300賽  | 混合雙打 | 德差蓬·保乌拉努科  | 冠軍   |
| 2025年 | 馬來西亞羽毛球公開賽   | 超級1000賽 | 混合雙打 | 德差蓬·保烏拉努科  | 冠軍   |
| 2025年 | 印尼羽毛球大師賽       | 超級500賽  | 混合雙打 | 德差蓬·保烏拉努科  | 準決賽 |
| 2025年 | 泰國羽毛球大師賽       | 超級300賽  | 混合雙打 | 德差蓬·保烏拉努科  | 冠軍   |
| 2025年 | 瑞士羽毛球公開賽       | 超級300賽  | 混合雙打 | 德差蓬·保烏拉努科  | 準決賽 |
| 2025年 | 新加坡羽毛球公開賽     | 超級750賽  | 混合雙打 | 德差蓬·保烏拉努科  | 冠軍   |
| 2025年 | 印尼羽毛球公開賽       | 超級1000賽 | 混合雙打 | 德差蓬·保烏拉努科  | 亞軍   |
| 2025年 | 日本羽毛球公開賽       | 超級750賽  | 混合雙打 | 德差蓬·保烏拉努科  | 亞軍   |

| 2018-2026年 | 總決賽 | 超級1000賽 | 超級750賽 | 超級500賽 | 超級300賽 | 超級100賽 | 國際挑戰賽 | 國際系列賽 | 未來系列賽 | 其他 |

### 奧運會和世錦賽參賽紀錄
|          | 搭檔      | 2021 | 2022 | 2023 |
| -------- | --------- | ---- | ---- | ---- |
| 混合雙打 | 苏柏·宗国 | 32強 | 16強 | 16強 |